# Uwięzione: Hotel Oaza
Uwięzione: Hotel Oaza (Vis a vis: El oasis w oryginale po hiszpańsku) – hiszpański serial telewizyjny, który jest kontynuacją serialu Uwięzione. Miał swoją premierę na hiszpańskim kanale FOX 20 kwietnia 2020 roku, a na platformie Netflix został opublikowany 31 lipca 2020.

## Fabuła
Po kilku latach okradania sklepów jubilerskich, banków i kasyn, nadszedł czas, aby Macarena (Maggie Civantos) i Zulema (Najwa Nimri) rozdzieliły się. W tym celu postanawiają przygotować ostatni napad, który będzie miał na celu kradzież diamentowej tiary córki ważnego meksykańskiego handlarza narkotyków, podczas ślubu kobiety. Skorzystają z pomocy Goi (Itziar Castro), Moniki (Lisi Linder), Triany (Claudia Riera) i "Chudej" (Isabel Naveira), aby tego dokonać. Po napadzie ekipa spotka się w hotelu Oasis, aby podzielić łupy. Jednak plan nie jest tak doskonały, jak planowano, a sytuacja staje się coraz bardziej skomplikowana.

## Obsada
- Maggie Civantos jako Macarena Ferreiro Molina
- Najwa Nimri jako Zulema Zahir
- Itziar Castro jako Goya Fernández
- David Ostrosky jako Víctor Ramala
- Lucas Ferraro jako Cepo Sandoval Castro

- Ana María Picchio jako Ama Castro
- Ramiro Blas jako Carlos Sandoval Castro
- Alba Flores jako Saray Vargas de Jesús

- Isabel Naveira jako Laura Ros "Chuda"
- Lisi Linder jako Mónica Ramala
- Claudia Riera jako Triana Azcoitia
- Alma Itzel jako Kati Ramala
- Fernando Sansegundo jako agent Matías Maneses
- Iván Morales jako agent Javier Colsa
- José de la Torre jako agent Pérez
- Almagro San Miguel jako Diego Ramala
- Lolo Diego jako Apolo
- Pablo Vázquez jako Julián Quintanilla
- Natalia Hernández jako Elena
- Paula Gallego jako Virginia Quintanilla
- Ismael Palacios jako Lucas